# Theodor Bömelburg

Theodor Bömelburg

Theodor Bömelburg (* 27. September 1862 in Westönnen bei Werl; † 17. Oktober 1912 in Hamburg) war als Vorsitzender der Maurer- und später der Bauarbeitergewerkschaft einer der führenden Gewerkschafter des Deutschen Kaiserreiches. Außerdem war er sozialdemokratischer Politiker.

## Leben und Wirken
Bömelburg arbeitete bis zum Jahr 1894 als Maurergeselle. Im Jahr 1886 war er einer der Gründer des Maurer-Fachvereins in Bochum. Seit 1889 war er als Funktionär beim Maurer-Fachverein in Hamburg tätig. 1891 war er Mitbegründer des reichsweiten Zentralverband der Maurer Deutschlands und in den Jahren 1894 bis 1910 der 1. Vorsitzende des Verbandes. Danach bis zu seinem Tod war er Vorsitzender des neu gegründeten Bauarbeiterverbandes. Außerdem war er seit dem Jahr 1907 Sekretär der internationalen Maurerkonferenz.
Theodor Bömelburg war auch einige Jahre Vorsitzender des Hamburger Gewerkschaftskartells, und zwar zur Zeit des Hamburger Hafenarbeiterstreiks, an dem er durch Rat und Tat regen Anteil nahm.
In den Jahren 1899, 1902, 1905 und 1908 war er einer der Vorsitzenden des Gewerkschaftskongresses der freien Gewerkschaften. Im Jahr 1902 sprach er sich in dieser Funktion gegen innergewerkschaftliche Kritik für ein enges Bündnis mit der SPD aus. Partei und Gewerkschaft sind eins, dieser Ausspruch von ihm wurde viel bejubelt und war andererseits sehr umstritten.

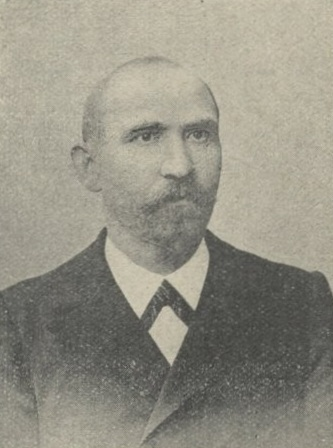
Theodor Bömelburg

Gleichzeitig war er während der Massenstreikdebatte einer der entschiedensten Gegner von Rosa Luxemburg. Auf dem Gewerkschaftskongress von 1905 wandte er sich strikt gegen einen politischen Generalstreik. Er forderte die Versammlung auf die Debatte in den Gewerkschaften zu beenden: „Ungeheuere Opfer hat es gekostet, um den augenblicklichen Stand der Organisation zu erreichen, um aber unsere Organisation auszubauen, brauchen wir in der Arbeiterbewegung Ruhe.“ Der Kongress folgte diesem Aufruf mit deutlicher Mehrheit.
Der SPD gehörte Bömelburg seit dem Jahr 1887 an. In Hamburg war er seit 1888 Bezirksvorsitzender. Für die Partei gehörte er von 1904 bis 1907 der Hamburger Bürgerschaft an. Er war einer der 13 Abgeordneten, die erstmals eine SPD-Fraktion in der Bürgerschaft stellten. Vor ihnen war bis dahin nur Otto Stolten im Jahr 1901 als einzelner Sozialdemokrat ins Hamburger Parlament eingezogen. In den Jahren 1903 bis 1912 war Bömelburg Mitglied des Reichstages für den Wahlkreis Dortmund-Hörde.
Im Herbst 1910 zeigten sich bei Theodor Bömelburg die ersten Anzeichen eines Nervenleidens, doch er beachtete sie nicht hinreichend wegen seines Engagements für das Zentralschiedsgericht für das Baugewerbe. Nach mehreren Kuraufenthalten starb er im Oktober 1912 im Hamburger Krankenhaus Barmbeck, eine Heilung war nicht möglich.

## Ehrungen

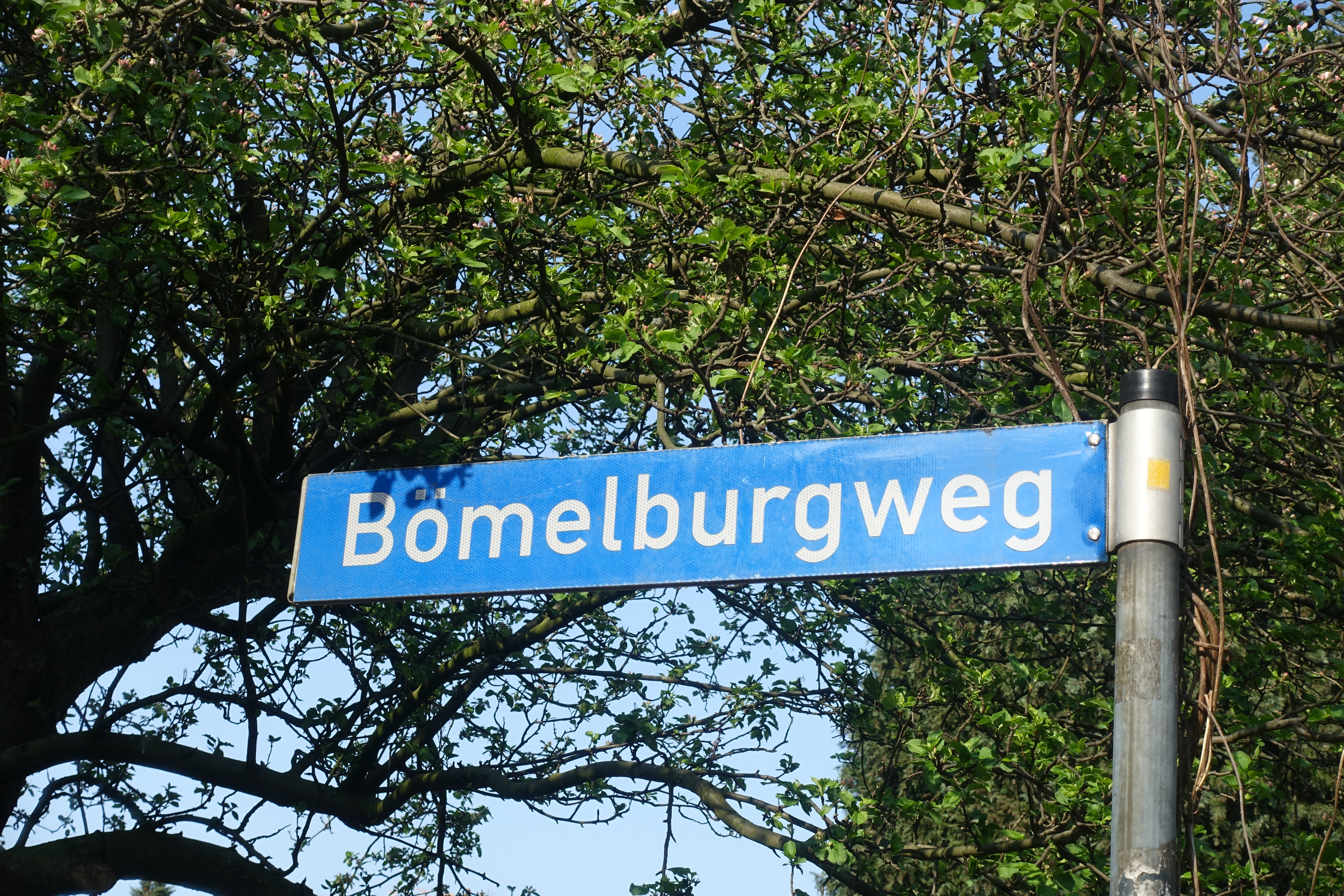
Straßenschild zu Theodor Bömelburg in Hamburg-Horn

- In Hamburg-Horn wurde seit dem 16. Juli 1929, mit einer Unterbrechung während der Zeit des Nationalsozialismus, der Bömelburgweg nach ihm benannt.[5]